# Fustigazione

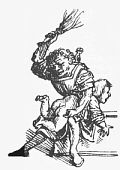
Rappresentazione medioevale di fustigazione di uno scolaro

La fustigazione (dal latino fustis, bastone) o flagellazione è una punizione corporale che consiste nell'atto di percuotere il corpo umano con strumenti speciali come la frusta, il gatto a nove code, il flagrum, la disciplina, lo sjambok, il knut, ecc. Tipicamente, la fustigazione è stata imposta a un soggetto riluttante come punizione; tuttavia, può anche essere sottoposto volontariamente e anche da soli in contesti sadomasochisti o religiosi. Di norma è applicata sulle natiche nude del destinatario, ma può esser usata anche per colpire la schiena o le spalle.

## Storia
Presente tra le pene corporali sin dall'antichità, l’impiego delle verghe a
scopo punitivo nell’antica Roma era designato col termine “verberatio”: anche quando la provocatio ad populum rese più rara la pena capitale all’interno del pomerio civico, non era considerato violazione della guarentigia colpire i cives con le verghe nell’esercizio della funzione di ordine pubblico esercitata dai littori. Costoro precedevano ciascuno dei due consoli con verghe affasciate, a simbolo del potere di fare strada all’autorità pubblica.
La fustigazione è stata una forma comune di punizione giudiziaria e scolastica, in Europa, fino alla prima metà del XIX secolo. L'uso è testimoniato anche nei tempi della rivoluzione francese: Théroigne de Méricourt impazzì finendo i suoi giorni in un manicomio dopo una fustigazione pubblica.
La fustigazione giudiziaria andò affermandosi lungo il corso del XIX secolo in Gran Bretagna a partire dalle punizioni inflitte ai minori di sesso maschile, solitamente per furti e vagabondaggio, piuttosto che come sanzione rivolta a uomini adulti, per i quali - fino alle più tarde evoluzioni registratesi nelle forze armate - continuava ad essere utilizzata la frusta o il gatto a nove code. La bacchetta di betulla veniva utilizzata sui ragazzi fino a 14 anni in Inghilterra e Galles e fino a 16 anni in Scozia: in questa versione la betulla era molto più leggera e piccola e non veniva somministrata in pubblico; un poliziotto, subito dopo la sentenza del magistrato, procedeva o in una sala del palazzo di giustizia o nella più vicina stazione di polizia.
Nel 1860 la Royal Navy abbandonò l'uso del gatto a nove code sui ragazzi che facevano da mozzo e sui marinai più giovani; lo strumento aveva difatti acquisito una brutta reputazione a causa del suo uso intensivo all'interno delle carceri: venne così sostituito dalle bacchette di legno di betulla.
La fustigazione era il metodo con cui per tutto il XIX secolo le classi più agiate si erano trovate in maggior familiarità, essendo quello attraverso cui tutti i ragazzi venivano castigati durante il periodo degli studi, sia nei collegi sia nelle scuole private per ricchi e nobili. All'incirca nello stesso periodo i tribunali civili seguirono sistematicamente l'esempio della Marina e passarono al fascio di rami di betulla per la punizione corporale giudiziaria di adolescenti negli orfanotrofi o nei riformatori e di giovani uomini nelle prigioni.
A seguito d'un tentativo di standardizzare le bacchette di betulla, l'ammiragliato del ministero della marina faceva tenere in ognuno dei suoi porti maggiori degli esemplari modello di birch, così come anche del cane: venivano poi portati nelle navi e usati per frustare i ragazzini imbarcati come novelli marinai (le punizioni erano eseguite rigorosamente sul ponte davanti a tutti).
Come primo indizio di una riduzione del fenomeno, un memorandum del 1951 dispose che sui carcerati maschi del Regno Unito potessero ancora essere utilizzati gatti a nove code o bacchette di betulla, ma solo nel carcere nazionale di massima sicurezza di Wandsworth a sud di Londra: gli strumenti dovevano essere accuratamente testati prima d'esser forniti al carcere ogni qualvolta fosse necessario per il suo utilizzo come forma disciplinare all'interno della prigione. La vera e propria cessazione dell'utilizzo giudiziario venne però imposta da una sentenza della Corte europea dei diritti dell'uomo: nel 1978 accertò che l'impiego di un fascio composto di quattro o cinque rami di nocciolo - utilizzato nel birching a titolo di pena giudiziaria fino agli anni settanta sull'isola di Man, ultimo luogo in Europa - costituiva violazione dell'articolo 3 della CEDU.
La fustigazione è quasi completamente scomparsa come castigo da infliggere ai bambini; essa è oggi usata come punizione giudiziaria in Paesi del sud del mondo, ma la pubblica indignazione internazionale sta producendo reiterate pressioni per una sua definitiva eliminazione.

## Strumenti utilizzati
Lo strumento usato per la fustigazione è un fascio di rametti legati insieme e privati delle foglie per renderli lisci (bacchette). L'origine del materiale è vegetale, come per il mezzo con cui si infligge il caning, ma il flagellante utilizza vari altri rami lisci e resistenti di albero o arbusto, diversi dalla canna: in Inghilterra l'arbusto utilizzato era per lo più il ramo di betulla (in inglese birch, da cui il termine birching), ma altrove era giudicato idoneo allo scopo il ramo di salice o addirittura il legno di nocciolo.
Oltre al materiale, un altro dei fattori che può aumentare di molto la sofferenza data dalla punizione è la dimensione dei rametti utilizzati, cioè la loro lunghezza, peso e il numero di rami di cui è composto. In alcuni istituti di pena erano in uso differenti versioni dello stesso strumento: ad esempio nella prigione di Dartmoor il dispositivo utilizzato per punire i colpevoli di sesso maschile di età superiore ai 16 anni era un fascio di rami lungo più di un metro e che poteva arrivare a un peso complessivo di 450 g, che era conosciuto come senior birch.
Vi sono state nel tempo opinioni diverse circa l'utilità di bagnare o mettere in ammollo in un liquido il fascio di rami prima dell'uso sulla pelle dei colpevoli: dopo esser stato messo in acqua il suo peso di certo aumenta, quindi l'impatto dev'esser maggiormente doloroso se chi esegue la punizione usa la forza sufficiente.
Tradizionalmente i rami di betulla venivano messi in salamoia (composto d'acqua fortemente salata) prima dell'uso, il che ne aumenta notevolmente il peso, la flessibilità e la resistenza, rendendo così la punizione più grave sia in termini di dolore sia di danni alla carne della vittima sotto forma di tagli e lividi. A causa delle sue proprietà fortemente antisettiche, poi, la salamoia contribuiva anche a prevenire infezioni prodotte dalle eventuali ferite.
Il termine betulla giudiziaria si riferisce generalmente al tipo più severo di birching per le punizioni corporali inflitte in seguito a una sentenza apposita del tribunale; qui era particolarmente usato il fascio di rami di nocciolo.
Il termine Eton birch (betulla di Eton) era invece usato per indicare lo strumento per le punizioni scolastiche in vari college, fatto con ramoscelli di piccoli alberi di betulla.

## Posizioni
Solo se si trattava di un bambino piccolo questo poteva essere punito in posizione OTK ("over the knees", sopra le ginocchia, a pancia in giù); in alternativa veniva piegato sopra un mobile o la spalliera d'una sedia. Per l'esecuzione delle pene giudiziarie il colpevole poteva anche essere legato, per impedirgli di muoversi troppo o tentare la fuga.
In alcune prigioni e riformatori giudiziari si utilizzava un apparato di legno noto come birching donkey o birching pony appositamente costruito per questo tipo di fustigazione. Poiché non v'erano modalità standard le carceri e le stazioni di polizia avevano elaborato e adattato per l'uso diverse "panche o letti da fustigazione" sopra cui imputati minorenni e adulti venivano messi per ricevere la pena. Alcuni di questi modelli consentivano una posizione in piedi o appoggiata, questo per poter utilizzare anche altri strumenti di correzione (caning, strapping, ecc).
Una delle posizioni più in auge per la disciplina scolastica era quella denominata horsing, in cui la persona che dev'essere punita è tenuta per le braccia sopra la parte posteriore da qualcun altro (per esempio un compagno di classe) o direttamente sulle spalle di due o più colleghi: tuttavia, nel college di Eton e in altre scuole di fama simile, colui che doveva essere frustato veniva fatto inginocchiare su un blocco di legno speciale.
Un altro dispositivo utilizzato per immobilizzare i trasgressori era il cosiddetto birching table usato in Scozia, con due buchi attraverso i quali venivano inserite le braccia del condannato ma per il resto lasciato libero, tranne che per una cinghia fissata immediatamente sopra la vita.

## Usi non punitivi
All'interno della pratica sadomaso si può usare la fustigazione come versione alternativa rispetto allo spanking (sculacciata erotica): qui la persona, che può essere indifferentemente sia maschio sia femmina, viene colpita sul sedere nudo con manciate di ramoscelli e foglie di giovani alberi di betulla o salice con l'intento di eccitare sessualmente gli attori del gioco.
In Scandinavia (soprattutto in Finlandia), nei Paesi baltici e in Russia vige la tradizione di colpire il proprio corpo con ramoscelli di betulla bagnati all'interno della sauna, come forma di massaggio e per aumentare la circolazione del sangue e aprire i pori della pelle. Esser colpiti in questa maniera induce una piacevole sensazione di bruciore che non giunge mai a un vero e proprio dolore.